# Lajdar Brahimi
Lajdar Brahimi (también transcrito Lakhdar Brahimi, en árabe الأخضر الإبراهيمي, nacido el 1 de enero de 1934 en El Azizia, Argelia) es un argelino Enviado de las Naciones Unidas. Se retiró de su cargo a finales de 2005. 
Brahimi también es miembro de The Elders; un grupo de líderes mundiales que trabajan por la paz mundial, de la Comisión para el Empoderamiento Jurídico de los Pobres; la primera iniciativa mundial centrada en tratar la exclusión y la pobreza, y de la Fundación para el Liderazgo Global, una organización que trabaja para promover los buenos gobiernos en todo el mundo. 
Actualmente es miembro distinguido en el Centro para el Estudio de la Gobernanza Global de la Escuela de Londres de Economía y Ciencias Políticas, y miembro del consejo de gobierno del Instituto Internacional de Estudios para la Paz de Estocolmo.
El 17 de agosto de 2012 fue designado como enviado especial de la ONU para Siria con el objetivo de intentar poner fin a la sangrienta guerra civil que tiene lugar en el país árabe desde 2011.
Su hija Rym está casada con el príncipe Ali bin al Hussein de Jordania.